# Festiwal Teatralny Unithea
Festiwal Teatralny Unithea – festiwal teatralny organizowany corocznie od 1997 w dwóch miastach granicznych: Słubicach i Frankfurcie nad Odrą.
Jest przykładem współpracy transgranicznej i współpracy dwóch partnerskich miast, które przed 1945 stanowiły jedno miasto. Podczas Festiwalu istnieje okazja poznania teatru zarówno nurtu klasycznego, jak i eksperymentalnego.

## Miejsca
Przedstawienia teatralne w ramach Festiwalu odbywają się w różnych miejscach obu miast, zarówno w pomieszczeniach zamkniętych, jak i plenerze. Głównymi miejscami wystawiania przedstawień z nich są:
- w Słubicach
  - Duża Aula Collegium Polonicum w Słubicach, ul. Kościuszki 1
  - Plac Bohaterów w Słubicach
  - Słubicki Miejski Ośrodek Kultury SMOK, ul. 1 Maja 1
- we Frankfurcie nad Odrą:
  - Europejski Uniwersytet Viadrina (główny organizator)
  - Kleist Forum (Forum Kleista), Platz der Einheit 1
  - Konzerthalle Carl Philipp Emanuel Bach, Lebuser Mauerstraße 4
  - Oderpromenade (Promenada nad Odrą)
  - Theater des Lachens, Ziegelstrasse 31

## Patroni medialni
- Märkische Oderzeitung
- Radio Eins rbb 89,1
- telewizja regionalna WMZ TV